# Barbora Josefa Bečvářová
Barbora Josefa Bečvářová (22. srpna 1893 Mělník – 10. března 1960 Praha) byla česká spisovatelka a publicistka.

## Životopis
Rodiče Barbory byli Karel Bečvář, učitel hudby v Mělníku, a Marie Bečvářová Radimovičová. Dětství prožila v Mělníku, Protivíně (1903–1907) a Nepomuku. V Praze absolvovala obchodní školu a pracovala zde jako soudní úřednice. Byla autorkou zábavně výchovných povídek a románů z prostředí českého venkova a maloměsta. Často jezdila do jižních Čech pro náměty svých próz. Například napsala několik románů a povídek s tematikou z rodové kroniky své babičky Marie Bečvářové Šťouralové z Protivína. Kromě beletrie se věnovala také publicistice – přispívala do několika deníků a časopisů.

## Dílo

### Beletrie
- Život minul: obraz z minulosti. Praha: Cyrillo-Methodějská knihtiskárna a nakladatelství V. Kotrba, 1918
- Dávno – kus zapomenuté kroniky z jižních Čech. Praha: Stýblo, 1920
- Na panství knížecím = Sa contrée ma contrée. Praha: V. Kotrba, 1924
- Zuzčino štěstí. Praha: Cyrillo-Methodějská knihtiskárna a nakladatelství V. Kotrba, 1929
- Co maminka Dalence vypravovala. Praha: Družstvo Vlast, 1931
- Vlastní vinou: příběhy horkokrevné hlavičky. Praha: Cyrillo-Methodějská knihtiskárna a nakladatelství V. Kotrba, 1931
- Na vsi: povídka ze skutečného života. Praha: V. Kobrba, 1932
- Život ztroskotal – napsal Alois Dostál. Na vsi: povídka ze skutečného života – napsala B. Bečvářová. Praha: Cyrillo-Methodějská knihtiskárna a nakladatelství V. Kotrba, 1932
- Před dvanáctou hodinou: maloměstský obrázek ze zněmčeného území. Praha: Cyrillo-Methodějská knihtiskárna a nakladatelství V. Kotrba,
- Rozhodnutí: obrázek z venkovského života. Praha: [s. n.], 1933
- Květy na bahnisku: román. Vizovice: Romány života, 1934
- Na "dlouhé míli": román učitelky na vsi. Praha: Cyrillo-Methodějská knihtiskárna a nakladatelství V. Kotrba,
- Decameron Šimona Lomnického z Budče: sedm fantastických satyr na historickém podkladu. Vizovice: Romány života, 1935
- Láska, která usmrcuje: milostný román. Vizovice: Romány života, 1935
- Vyřazení: obraz z poválečné společnosti. Praha: Cyrillo-Methodějská knihtiskárna a nakladatelství V. Kotrba, 1935
- Ztracená: román. Vizovice: Týdeník Romány života, 1936
- Život minul – obraz z minulosti. Praha: Cyrillo-Methodějská knihtiskárna a nakladatelství V. Kotrba, 1936
- Byli si souzeni: román. Praha: Cyrillo-Methodějská knihtiskárna a nakladatelství V. Kotrba, 1937
- Pověst: obraz z jihočeského kraje let čtyřicátých minulého století. Praha: Cyrillo-Methodějská knihtiskárna a nakladatelství V. Kotrba,
- Na kořenech rodu: z rodinné kroniky. Praha: Cyrillo-Methodějská knihtiskárna a nakladatelství V. Kotrba, 1939
- V životě bez rodičů: román ze zámku a podzámčí. Praha: Cyrillo-Methodějská knihtiskárna a nakladatelství V. Kotrba, 1940
- Milostpáni, půlpáni a našinci: příběhy jihočeských lidiček z dávna i dneška. Praha: nakladatelství Pražské akciové tiskárny, 1942
- Pod Vydrovic Krovem. Praha: V. Kotrba, 1944
- Smíření. Třebíč: Akcent, 2014